# 林經甫
林經甫（1945年—），出生於臺北市，父親為林柳新先生，母親為石錦華女士。
畢業於臺北醫學院醫學系，並於東京日本大學取得預防醫學的博士學位。於1974年創立台北協和婦女醫院，並擔任院長。自2017年起，有時尚老人之稱號。

### 步入文化界：偶戲藝術、社區營造
除了醫學專業，林經甫也涉足文化界，自1988年起，陸續創立台原藝術文化基金會、台原出版社、台原亞洲偶戲博物館與台原偶戲團。將據點設立於大稻埕，致力於研究、保存以及推廣台灣本土文化與傳統偶戲文化，期待將大稻埕經營為亞洲藝術運營中心。並將觸角延伸到社區營造、進行田野調查、台灣風土民情書籍的出版，以及將原住民文化帶上國際舞台，經過三十餘年的深耕，頗受海內外文化單位及企業人士的肯定。

1996年受到時任台北市長的陳水扁請託，成為籌備年貨大街的一員，打出「年貨大街、全臺第一」的口號，藉由年貨的銷售來帶動人潮、促進迪化街經濟。

2000年被任命為中華民國第十任總統、副總統就職晚宴的顧問，籌辦重點在於本土化、平民化，首次將台灣小吃虱目魚丸、碗粿端上國宴。

2012年開始修整大稻埕地區因水災而損毀的市定古蹟「周進春茶行」，在謹慎專業的工程修復下，於2015年竣工，將舊茶廠打造成多功能的藝文新基地。而為了紀念父親林柳新先生在小學畢業後隻身前往日本求學，靠送報紙、賣納豆維生的堅毅精神，將此處命名為「納豆劇場」。

2004年因對偶戲藝術的熱愛，希望藉由政府的力量來擴大民眾對於偶戲文化的認識，遂將五千多件偶戲文物捐給台北市政府，在台北市文化局的籌劃下成立了「台北偶戲館」，兼具展演、教學、典藏功能，成為國內外朋友認識偶戲的公共場域。

2020年為了貫徹斷捨離的理念，以及讓文物得到更好的保存與利用，林經甫將數十年來收藏的上萬件偶戲文物全數捐給文化部，並規劃收藏於國立臺灣博物館裡，這批文物包括台灣早期布袋戲的戲偶、彩樓、戲服以及亞洲各國戲偶、劇本、戲台等相關物件，來源橫跨台灣、中國、日本、緬甸、越南、柬埔寨、印尼、泰國、印度、非洲及歐洲等地。

### 成功老化的推動：時尚老人、三力
林經甫受到兒子林冠廷經營Youtube頻道台客劇場影響，於2017年開始拍攝vlog，並經營Facebook專頁「時尚老人」，以醫學背景與自身經驗推廣成功老化的觀念，並提出一套由腦力、體力與社會力所構成的三力訓練，希望能預防老年症候群的發生，並降低高齡者臥床的時間。

命名為時尚老人是因為是日本作者藤田孝典的著作「下流老人」，書裡講述在老後因為經濟、健康等狀況不佳而過著中下階層生活的人，讀後下定決心，絕不當下流老人，因而想出了一個與下流有反差的詞，以成為一個「時尚老人」來勉勵自己。

2018年時，台原亞洲偶戲博物館與實踐大學服裝設計系合作，學生們以博物館內戲偶為靈感來源，設計出一系列主題為「從戲服到衣服」的服裝，並邀請林經甫穿上其中一件融合皮影戲概念的作品在大稻埕的街頭走秀，當天攝影師捕捉到的照片便輾轉被紐約的模特兒經紀公司發現，隔年（2019年9月）林經甫即應邀前往紐約時裝週，在74歲時首次登上伸展台，為新銳設計師Christian Colorado的作品走秀。

隨後也在2020年應VOGUE TAIWAN的邀約，走上台北時裝週的伸展台，成為秀上最高齡的模特兒，林經甫在時尚老人的粉絲專頁提到：
“有了紐約時裝週的經驗之後，我也訂出第三人生的目標 ，其中之一就是到各大時裝週走一遭。目的不僅僅在於獲得關注或是掌聲，而是希望自己在這個年紀還能像模特兒一樣挺直身體，運用腿部肌肉走出典雅的步伐。”

## 外部連結
時尚老人的Facebook專頁

時尚老人的Instagram專頁